# Liga de Campeones por M+
Liga de Campeones por M+ es un canal de televisión por suscripción español, propiedad de Telefónica, dedicado exclusivamente al fútbol y orientado a transmitir los partidos de Liga de Campeones, Liga Europa y Liga Conferencia, además de partidos de la Bundesliga. Está disponible en España a través de Movistar+ y Orange TV, y en Andorra a través de SomTV. Cuenta con dieciocho diales auxiliares (Liga de Campeones 2–19 por Movistar Plus+), para partidos disputados simultáneamente.

## Historia
La fecha prevista de inicio de emisiones era el 1 de agosto de 2018 a las 22:00 horas, retrasándose finalmente hasta el 9 de agosto de 2018 a las 0:00 horas. El canal sustituyó la señal de beIN Sports, en el dial 50 de la plataforma Movistar+. La creación de este nuevo canal se produjo por el acuerdo al que llegó Telefónica con Mediapro, para la venta de los derechos de emisión para España por el trienio 2018-2021, de la Liga de Campeones y la Liga Europa.
El 19 de enero de 2022, Movistar+ cambió de nombre a Movistar Plus+, cambio que contrajo una nueva denominación en sus canales propios y una nueva identidad visual. Movistar Liga de Campeones pasó a denominarse Liga de Campeones por Movistar Plus+.

## Programación
Ha transmitido en exclusiva durante los trienios 2018-2021, 2021-2024 y 2024-2027 todos los partidos de las dos competiciones continentales de clubes europeos, Liga de Campeones y Liga Europa, así como desde de la temporada 2021-22 todos los partidos de la nueva competición europea UEFA Conference League (antes UEFA Europa Conference League), además de juegos de las dos competiciones continentales de Sudamérica, Copa Libertadores y Copa Sudamericana en el trienio 2020-2023.
| Competición                   | Partidos por jornada |
| ----------------------------- | -------------------- |
| UEFA Champions League         | Todos                |
| UEFA Europa League            | Todos                |
| UEFA Super Cup                | Incluido             |
| UEFA Europa Conference League | Todos                |

| Campeonato | Partidos por jornada |
| ---------- | -------------------- |
| Bundesliga | 4/9 (Jornada)        |

### Competiciones nacionales
| Campeonato   | Partidos por jornada                                                    |
| ------------ | ----------------------------------------------------------------------- |
| Copa del Rey | 14 partidos en las tres primeras rondas, en octavos 6 y en cuartos dos. |

## Imagen Corporativa
- 2018 - 2022
- 2022 - 2023
- 2023 - presente